# Dorfbach (Haselbach)
Der Dorfbach ist ein rechter Zufluss des Haselbachs im Schweizer Kanton Zürich, der das Gemeindegebiet von Mettmenstetten durchfliesst. Er ist ein mittelsteiles, kleines Fliessgewässer des kollinen, karbonatischen Mittellands.

## Geographie

### Verlauf
Beide Arme des Dorfbachs vor dem Zusammenfluss im Brüel entspringen auf Rifferswiller Gemeindegebiet. Der vordere Dorfbach entspringt bei der Hombergweid nur wenige Meter hinter dem Grenzstein zu Mettmenstetten. Der hintere Arm des Dorfbachs entspringt unterhalb des Galgenfelds auf der Grenze zu Rifferswil.
Nach dem Zusammenfluss der zwei Arme folgt der Dorfbach oberirdisch dem Chileweg bis zur Kirche Mettmenstetten. Von der Kirche aus quert er von Osten kommend unterirdisch das Gemeindehaus, die Zürichstrasse und nach einem kurzen offenen Segment auch die Bachstrasse.  Erst südwestlich des Ortskerns folgt der Dorfbach oberirdisch in einem tiefen Drainagegraben der Bachstrasse und mündet in der Rossmatte in den von Südosten kommenden Haselbach.

### Einzugsgebiet
Das 1,3 km² grosse Einzugsgebiet des Dorfbachs liegt im Schweizer Mittelland und wird durch ihn über den Haselbach, die Lorze, die Reuss, die Aare und den Rhein zur Nordsee entwässert.
Es besteht zu 12,2 % aus bestockter Fläche, zu 77,0 % aus Landwirtschaftsfläche, zu 10,1 % aus Siedlungsfläche und zu 0,6 % aus unproduktiven Flächen.
Die Flächenverteilung
Die mittlere Höhe des Einzugsgebietes beträgt 522,3 m ü. M., die minimale Höhe liegt bei 444 m ü. M. und die maximale Höhe bei 598 m ü. M.

### Zuflüsse
Direkte und indirekte Zuflüsse jeweils in der Reihenfolge von der Quelle zur Mündung. Namen und Daten nach dem GIS-Browser Zürich
- Hinterer Dorfbach (rechter Quellbach, Hauptstrang), 1,1 km[5]
  - Niderweidgraben (links), 0,4 km
  - Oberdorfbach (rechts), 0,6 km
- Vorderer Dorfbach (linker Quellbach, Nebenstrang), 0,8 km
- Unterdorfbach (links), 1,2 km
  - Ottenloobach (rechts), 0,3 km